# Antígon Monoftalm
Antígon Monoftalm o Antígon el Borni (en grec antic: Ἀντίγονος Μονόφθαλμος, llatí: Antigonus; vers 382-301 aC) fou un general macedoni que va arribar a rei d'Àsia i rei de Macedònia.
Era fill de Filip d'Elimea. Va participar en la campanya d'Alexandre el Gran comandant les tropes de la Lliga de Corint. i a la seva mort va rebre les satrapies de Frígia, Lícia i Pamfília. Amenaçat per Perdicas d'Orèstia es va refugiar amb Antípatre a Macedònia (321 aC) però la mort de Perdicas a Egipte li va deixar el camí lliure. Al repartiment de Triparadisos va obtenir altre cop la Frígia i Lícia, i a més la Susiana amb l'encàrrec de fer la guerra a Èumenes de Càrdia que no acceptava al nou regent.
El 320 aC va derrotar a Èumenes i el va deixar refugiat a la fortalesa inconquerible de Nora (entre Licaònia i Capadòcia) i tot seguit va entrar a Pisídia on va derrotar a Alcetes (germà de Perdicas) i Àtal (cunyat de Perdicas) els únics generals que encara s'oposaven a Antípatre.
Aquest darrer va morir el 319 aC deixant al seu lloc a Polispercó, amb exclusió del seu propi fill Cassandre, el qual es va revoltar reclamant la regència i Antígon li va donar suport i també Ptolemeu I Soter; Polispercó va nomenar Èumenes de Càrdia cap de les seves forces a Àsia i es va iniciar la lluita que va durar fins al 316 aC. Antígion va destituir al sàtrapa Blitor. El 318 aC Antígon va combatre a Èumenes a l'Àsia Menor i Síria; el 317 aC el va combatre a Pèrsia i Mèdia; finalment el va derrotar en la batalla de Gabiene el 316 aC. Èumenes es va rendir i Antígon el va fer executar.
Antígon va començar a disposar de les satrapies d'Àsia. Pitó de Mèdia fou condemnat a mort. Amb els tresors reunits a Ecbàtana i Susa, capturada al comandant Xenòfil, va anar a Babilònia, on va demanar comptes al sàtrapa Seleuc, que no va acceptar les ordres d'Antígon i va haver de fugir a Egipte per evitar patir la mateixa sort de Pitó.
Es va formar una gran coalició contra Antígon que va reunir a Seleuc, Ptolemeu, Cassandre i Lisímac i la Guerra va començar el 315 aC. Al cap de 4 anys de guerra es va fer un acord de pau (311 aC) que reconeixia lliures les ciutats gregues, deixava Europa per Cassandre, Tràcia a Lisímac i Egipte a Ptolemeu, i Antígon restava governador d'Àsia. Seleuc no fou esmentat en el tractat.
El 310 aC la guerra es va reprendre. Ptolemeu va al·legar que les ciutats gregues d'Àsia no havien estat declarades lliures per Antígon i va enviar una flota a Cilícia. Va conquerir la regió però en fou expulsat per Demetri Poliorceta, fill d'Antígon que va enviar una flota a Grècia on va trobar poca oposició i va ocupar Atenes el 307 aC. També va entrar a Mègara i altres ciutats i hauria conquerit tota Grècia si el seu pare no l'hagués cridat per combatre a Menelau, germà de Ptolemeu, que per compte d'aquest havia conquerit l'illa de Xipre. Antígon va fundar Antigònia el 307 aC a la vora de l'Orontes. La gran batalla naval de Salamina a Xipre (306 aC) va donar l'illa a Demetri.
Antígon llavors es va fer coronar rei a Sardes, i va associar al tron al seu fill. Ptolemeu, Lisímac i Seleuc (que havia recuperat Babilònia) no van tardar a imitar el seu exemple.
La invasió d'Egipte del 306 aC va fracassar. Llavors va enviar el seu fill a assetjar Rodes, que era neutral i de fet aliada egípcia, setge que va haver d'abandonar el 304 aC sense haver pogut ocupar la ciutat i amb el material que va deixar al lloc es va poder construir el Colós.
Mentre Cassandre havia recuperat Grècia i Antígon va forçar la pau amb Rodes per enviar el seu fill a Grècia, on altre cop es va tornar a apoderar sense gaires dificultats de moltes ciutats i va reunir un congrés a Corint (303 aC) on es va fer proclamar junt amb el seu pare rei de Macedònia (Antígon I de Macedònia). Estava preparat per anar al nord contra Cassandre però aquest va demanar la pau a Antígon, que li va exigir una rendició incondicional.
Cassandre no va acceptar i es va aliar a Ptolemeu, Seleuc i Lisímac; aquest darrer va envair Àsia Menor i Antígon va anar en persona a fer-li front, però Lisímac va demorar el combat a l'espera de l'arribada de forces de Seleuc, forces que no van arribar fins a l'hivern del 302 aC al 301 aC. Llavors Demetri va haver de deixar Grècia per ajudar el pare. El 301 aC es va produir la batalla decisiva a Ipsos, a Frígia. Antígon (81 anys) va ser derrotat i va morir esperant fins al darrer moment l'arribada salvadora del seu fill. Poliorceta va poder escapar i conservar la possessió d'alguns districtes. Seleuc va obtenir Síria, Frígia i Capadòcia; Lisímac la resta de l'Àsia Menor, i Cassandre va quedar sense enemic a Grècia.